# Big Brother And The Holding Company (album)
Big Brother and The Holding Company este albumul de debut al trupei Big Brother and The Holding Company și totodatǎ debutul discografic al lui Janis Joplin. Albumul a fost lansat oficial în vara lui 1967 dupǎ imensul succes al formației la Monterey Pop Festival. Discul nu a avut un mare succes clasându-se abia pe locul 60 iar single-ul "Down on Me" aproape intrând în Top 40. Dupǎ un an, Big Brother va lansa Cheap Thrills care va deveni un mare succes. Cu toate cǎ piesele "The Last Time" și "Coo Coo" nu apar pe lista melodiilor acestea sunt incluse pe album ca fiind ultimele de pe fiecare fațǎ a discului. 

## Tracklist
1. "Bye, Bye Baby" (Powell St. John) (2:35)
2. "Easy Rider" (James Gurley) (2:21)
3. "Intruder" (Janis Joplin) (2:25)
4. "Light Is Faster Then Sound" (Peter Albin) (2:29)
5. "Call on Me" (Sam Andrew) (2:32)
6. "The Last Time" (Janis Joplin) (2:17)
7. "Women Is Losers" (Joplin) (2:01)
8. "Blindman" (Peter Albin, Sam Andrew, David Getz, James Gurley, Joplin) (2:00)
9. "Down on Me" (Tradițional, aranjament Joplin) (2:02)
10. "Caterpillar" (Peter Albin) (2:15)
11. "All Is Loneliness" (Moondog) (2:15)
12. "Coo Coo" (Tradițional, aranjament Joplin) (1:59)

## Single-uri
- "Down on Me" (1967)